# Noron-la-Poterie
Noron-la-Poterie är en kommun i departementet Calvados i regionen Normandie i norra Frankrike. Kommunen ligger i kantonen Balleroy som ligger i arrondissementet Bayeux. År 2022 hade Noron-la-Poterie 335 invånare.

## Befolkningsutveckling
Antalet invånare i kommunen Noron-la-Poterie
Referens:INSEE